# Пазено
Па́зено (до 1 квітня 2016 — Петрі́вське) — село Соледарської міської громади Бахмутського району Донецької області в Україні.

## Загальні відомості
Відстань до райцентру становить близько 22 км і проходить автошляхом Т 0513. Неподалік від села розташований ботанічний заказник місцевого значення Палімбія та Бабачий ліс.

## Історія
За радянських часів і до 2016 року село мало назву Петрівське.

## Населення
За даними перепису 2001 року населення села становило 16 осіб, із них 93,75 % зазначили рідною мову українську та 6,25 % — російську.